# Salvador Pascual i Vila
Salvador Pascual i Vila (Mataró, Província de Barcelona, 14 de maig del 1885 – Los Angeles, Califòrnia, 20 d'octubre del 1957) fou un sacerdot escolapi català.

## Biografia
Alumne de l'Escola Pia Santa Anna de la seva ciutat. Ingressà a l'orde a Moià el 21 de setembre de 1902 i allí professà el 23 d'agost de 1904. Cursà els estudis eclesiàstics a Iratxe i a Terrassa i el 17 de desembre de 1910 va ser ordenat sacerdot. També tenia el títol de magisteri.
Destinat al l'Escola Pia de Sarrià s'encarregà de la classe primera de primària i va dirigir una secció de l'internat durant nou anys. A classe, el primer curs va tenir dificultats per a connectar amb els alumnes. Amb lectures, estudi i consultes per al curs següent 1910-1911 aplicà nova metodologia. Per a l'aritmètica sortia amb els alumnes al bosc a recollir tiges de ginesta o pinyes petites i amb aquest material començà a ensenyar els números. Després les desenes fent-ne feixos i cada deu feixos els posaven en una caixeta; a terra confegien els números. Apresos els números, continuava amb el mateix procediment ensenyant les operacions. Per a cada matèria aplicava mètodes actius de manera que desterrà tots els llibres de text excepte el de lectura; fins i tot el catecisme que explicava i després de manera informal preguntava. Aquesta metodologia responia als principis de l'escola nova.
El 1919 va ser destinat a Alella. S'encarregà de la classe superior de primària, és a dir la de comerç. El 1925 s'acabaren les obres de l'internat i ell en va ser nomenat director. També tenia al seu càrrec les classes d'anglès al juniors, estudiants escolapis dels últims cursos de teologia. Es dedicà plenament als alumnes i als antics alumnes (tots molts joves perquè el col·legi s'havia fundat el 1916). El pare Salvador fundà el 1933 l'Associació d'Ex-Alumnes i el Grup 120 «Calassanç» de la Federació de Joves Cristians de Catalunya (fejocistes), d'entre els quals sorgí el primer equip de bàsquet local. El pare Pascual tenia molt clar que calia la unió no sols perquè el grup tingués més força, sinó també per a donar una formació més completa a cada persona: així ho havia après quan va redactar la crònica d'una de les conferències del pare Jaume Català i la publicà a La Academia Calasancia el 1912.
Havia anat molts estius a Anglaterra per aprendre i perfeccionar l'anglès. El 1937 aconseguí sortir de Catalunya i refugiar-se a l'illa britànica. Es posà al servei de l'Església i va ser enviat a la parròquia de St. Mary's Suffon (Londres).
El 1939 proposà quedar-se a Londres i fundar una casa escolàpia segons propostes que tenia. Els superiors no ho cregueren oportú en aquell moment. Tornà, doncs, a Catalunya i va ser destinat a Barcelona al col·legi del carrer Balmes on donà classes de francès i d'anglès. A la ciutat de Los Angeles (Califòrnia) hi residien alguns escolapis servint unes parròquies i buscant la manera de formar comunitat i estabilitzar-se al país. Els superiors hi enviaren el 1948 el pare Salvador com a primer rector de la primera comunitat escolàpia a Califòrnia (Estats Units d'Amèrica del Nord). Els seus objectius foren tenir una parròquia pròpia, ajuntar-se tots els religiosos en una comunitat i iniciar amb un grup de joves un equip que s'integrés plenament al país. Va ser rector de 1948 a 1955.

## Obres

### Traduccions
- John E. O'CONNOR. Tú y yo confidencialmente. Traducció de l'anglès al castellà: Salvador PASCUAL I VILA. Barcelona: Balmes, 1944
- P. J. TIMON-DAVID. Patronatos de juventud. Método, organización y dirección. Traducció del francès al castellà i pròleg: Salvador PASCUAL I VILA. Barcelona: Editorial Litúrgica Espanyola, 1943

### Articles
- Salvador PASCUAL I VILA. «Cursillo de conferencias pedagógicas en las Escuelas Pías de Sarrià». A: La Academia Calasancia (Barcelona 30 setembre 1912), núm. 522, pàg. 472-476; (10 octubre 1912), núm. 523, pàg. 493-495; (20 octubre 1912), núm. 524, pàg. 508-512.
- Salvador PASCUAL I VILA.. «Conferencias pedagógicas: el joven». A: La Academia Calasancia (Barcelona 1912), núm. 523, pàg. 493-495.
- Salvador PASCUAL I VILA. - «La educación social en el colegio y al salir de él». A: La Academia Calasancia (Barcelona 1912), núm. 524, pàg. 508-512.

## Materials de consulta
- Homenatge al P. Salvador Pascual i Vila. Documentació recollida amb aquest motiu i conservada a l'Arxiu Provincial de l'Escola Pia de Catalunya Arxivat 2010-03-26 a Wayback Machine.. APEPC: 07-10 / caixa 10, núm. 12.